# Pode Ter
Pode Ter é uma canção da cantora brasileira Claudia Leitte. Composta por Tierry Coringa, a canção foi lançada como single promocional em parceria com a Perlatte em 12 de abril de 2018. Em 14 de junho, Leitte lançou uma nova versão para a canção, intitulada de "Pode Ter Tocida", totalmente focada na torcida brasileira na Copa do Mundo FIFA de 2018.

## Lançamento
Em 7 de fevereiro de 2018, Claudia Leitte publicou em seu Instagram, um lyric video com uma versão não finalizada de "Pode Ter". Consequentemente, a canção foi executada por Leitte durante a sua participação no Carnaval de Salvador de 2018, ganhando um vídeo ao vivo no canal oficial da cantora no Youtube, publicado em 16 de fevereiro. Em 9 de fevereiro, a Perlatte patrocinou um vídeo do FitDance ensinando a coreografia oficial de "Pode Ter".
Em 12 de abril, uma versão finalizada da canção foi lançada como single promocional, ganhando um videoclipe oficial nos canais de Claudia Leitte e da Perlatte, além da canção ficar disponível em múltiplas plataformas digitais.

## Pode Ter Torcida
Em 13 de junho, Leitte anunciou em sua página do Instagram, que no dia seguinte lançaria uma nova versão de "Pode Ter", dessa vez com uma mudança de letra. No dia seguinte, Leitte lançou "Pode Ter Torcida" através de um lyric video em seu Instagram. Essa versão contém a mesma melodia de "Pode Ter", com diferença na instrumental e na letra, que dessa vez foi retrabalhada focando no futebol, na torcida brasileira e na Seleção Brasileira de Futebol na Copa do Mundo FIFA de 2018. No dia 17 de junho, foi lançado um videoclipe oficial para a canção, onde aparece Leitte em um estúdio gravando a canção, enquanto elementos com as cores da bandeira brasileira aparecem interagindo com o vídeo. Já no dia 22 de junho, a versão foi lançada nas plataformas digitais para download e para streaming. Assim como a versão original, a versão "Torcida" foi composta por Tierry Coringa.

## Videoclipe
Em 5 de março, Claudia Leitte e sua equipe foram para Los Angeles para gravar o videoclipe de "Pode Ter". Dirigido por Mess Santos, diretor dos videoclipes de "Taquitá", "Eu Gosto", "Baldin de Gelo" e "Bela do Baile", foi lançado em 12 de abril de 2018 no Youtube.

## Créditos
Créditos adaptados da descrição do videoclipe oficial no Youtube.
- Claudia Leitte – vocal, produção, aranjo
- Luciano Pinto - produção, arranjo, programação, sampler, assistente de gravação
- Buguelo - bateria
- Alan Moraes - baixo
- Fabinho Alcântara - guitarra
- Durval Luz - percussão
- Joelma Silva - vocal de apoio
- Danilo Black - vocal de apoio
- Tierry Coringa - composição
- Marquinho Carvalho - engenheiro de gravação, mixagem, edição, masterização